# A Cambrai-i Liga első háborúja
A Cambrai-i Liga háborúja Franciaország, a Német-római Birodalom, a pápai állam és Spanyolország (pontosabban Aragóniai Királyság–Kasztília) harca a Velencei Köztársaság ellen az itáliai háborúk részeként, melyek már 1494 óta tartottak. Velence Itáliában elvesztette meghatározó szerepének jó részét és a törökökkel szemben is alulmaradt.

## Előzmények
VIII. Károly francia király 1494-ben seregével megszállta Itáliát, hogy a Nápolyi Királyság trónját megszerezze, melyen a vele rokonságban álló Anjou-ház uralkodott, s amely egykor Magyarországot is birtokolta. VI. Sándor pápa szövetségre lépett Velencével, és a Milánói Hercegséggel Károly ellen, de vereséget szenvedett, viszont a király 1498-ban bekövetkezett halála meggátolta egy újabb hadjárat vezetésében, amellyel az elért sikereit akarta volna kiaknázni.
Károly utódja, XII. Lajos király folytatta a háborút, szövetségre lépett Aragónia és Kasztília királyával, II. Ferdinánddal, akivel közösen megszállta Nápolyt, de a spanyolok igen hamar szövetségesük ellen fordultak, és kiverték a franciákat Dél-Itáliából.

## A Cambrai-i Liga létrejötte és háborúja
A Lambrai-i Ligát (ejtsd:cambréi) 1508. december 10-én kötötte meg II. Gyula pápa, I. Miksa német-római császárral, a francia királlyal, I. Alfonz ferrarai herceggel és Katolikus Ferdinánd aragón-kasztíliai uralkodóval.
Az Itáliába behatoló Lajos király az Agnadello mellett megvívott csatában vereséget mért a velencei seregre, majd Miksával közösen ostromolni kezdték Pádovát. Az ostromot a vár olasz védői kiállták, s a kudarc miatt Miksa és Lajos között nézetkülönbségek alakultak ki, emiatt a Német-római Birodalom kilépett a háborúból. Velence ekkor visszafoglalt néhány elvesztett várat, így Bresciát is.
A velenceiek látszólag megnyerték a háborút, de számos terület francia kézben maradt, mely a köztársaság befolyásának gyengülését vonta maga után a félsziget területén. Ennek tetejébe az Oszmán Birodalom ellen 1499-1503 között vívott háborújuk is balul végződött.

## További események
A pápai állam 1510-ben kilépett a cambrai-i szövetségből és átállt Velence mellé Franciaország és a Ferrarai Hercegség ellenében, mely további itáliai háborúkat eredményezett 1510-ben, 1511-ben és 1513-ban is. Magyarországot nem sikerült bevonni a háborúba, amit a tatai országgyűlésen is megvitattak. Ekkor adta át a pápai követ a megáldott díszkardot és pallost II. Ulászló magyar királynak, hogy inkább a törökkel harcoljanak. 1515-ben francia–velencei szövetségre került sor a pápa, a német császár, az angol király, Milánó, Svájc és Spanyolország ellen.
A konfliktus épp akkor kötötte le leginkább Európát, amikor a török terjeszkedést kiújult az 1520-as évek elején. I. Szulejmán megtámadta Magyarországot 1521-ben, ezzel egyidőben ismét háború tört ki Itália területén, így II. Lajos hiába kért segítséget szorongatott helyzetében a Nyugattól. Ráadásul I. Ferenc francia király a törököket akarta felhasználni Spanyolország és a Német-római Birodalom ellenében.
1525-ben a páviai csatában I. Ferenc vereséget szenvedett és V. Károly császár fogságába esett. 1526-ban kényszerűen megkötötte a madridi békeszerződést, de ezt kiszabadulása után rögvest felmondta, és folytatta a Habsburg császár elleni háborút. Az itáliai összecsapásoknak még 1559-ig nem lett vége.